# Honky Château
Albums de Elton John
Madman Across the Water
(1971) Don't Shoot Me I'm Only the Piano Player
(1973)
Singles
1. Rocket Man
Sortie : 17 avril 1972
2. Honky Cat
Sortie : 31 juillet 1972

Honky Château est le cinquième album studio d'Elton John, sorti en 1972.
Son titre fait référence au château d'Hérouville dans le Val-d'Oise, où il a été enregistré. Pour la première fois depuis Empty Sky, l'album ne contient pas d'accompagnements orchestraux, en dehors du violon de Jean-Luc Ponty sur Mellow et Amy. C'est également la première fois qu'Elton John enregistre un album studio avec son groupe de scène : Davey Johnstone à la guitare, Dee Murray à la basse et Nigel Olsson à la batterie.
Deux singles sont extraits de l'album : Rocket Man, l'une des plus célèbres ballades d'Elton John, et Honky Cat. Honky Château constitue son premier album no 1 aux États-Unis, premier d'une série qui durera jusqu'à Rock of the Westies (1975).

## Titres
Toutes les chansons sont écrites par Bernie Taupin et composées par Elton John.

### Face 1
1. Honky Cat – 5:12
2. Mellow – 5:32
3. I Think I'm Going to Kill Myself – 3:35
4. Susie (Dramas) – 3:25
5. Rocket Man (I Think It's Going to Be a Long, Long Time) – 4:41

### Face 2
1. Salvation – 3:59
2. Slave – 4:21
3. Amy – 4:03
4. Mona Lisas and Mad Hatters – 5:00
5. Hercules – 5:21

## Personnel

### Elton John Band
- Elton John : chant, piano acoustique (1–6, 8–10), Fender Rhodes (1), orgue Hammond (2, 4), harmonium (6)
- Davey Johnstone : guitares (2–10), guitare pedal steel (7), banjo (1, 7), mandoline (9), chœurs (3, 5, 6, 8, 10)
- Dee Murray : basse, chœurs (3, 5, 6, 8, 10)
- Nigel Olsson : batterie (1–8, 10), congas (7), tambourin (2, 4), chœurs (3, 5, 6, 8, 10)

### Personnel additionnel
- Jean-Louis Chautemps, Alain Hatot : saxophone (1)
- Ivan Jullien : trompette (1)
- Jacques Bolognesi : trombone (1)
- Jean-Luc Ponty : violon électrique (2, 8)
- « Legs » Larry Smith : claquettes (3)
- David Hentschel : synthétiseur ARP (5, 10)
- Ray Cooper : congas (8)
- Gus Dudgeon : sifflet (10), chœurs additionnels (10), arrangements des cuivres (1)
- Madeline Bell, Liza Strike, Larry Steel, Tony Hazzard : chœurs (6)

## Classements et certifications
| Pays et classement (1972)     | Meilleure position |
| ----------------------------- | ------------------ |
| Australie - Kent Music Report | 4                  |
| Canada - RPM Albums Chart     | 3                  |
| Pays-Bas - MegaCharts         | 9                  |
| Italie                        | 5                  |
| Japon - Oricon                | 21                 |
| Norvège - VG-lista            | 8                  |
| Espagne                       | 1                  |
| Royaume-Uni UK Albums Chart   | 2                  |
| États-Unis - Billboard 200    | 1                  |
| Allemagne de l'Ouest          | 43                 |

| Pays et classements (1972)      | Position |
| ------------------------------- | -------- |
| Italie                          | 18       |
| Australie                       | 15       |
| États-Unis - Billboard Year-End | 24       |
| Pays et classement (1973)       | Position |
| États-Unis - Billboard Year-End | 80       |

| Pays              | Certification |
| ----------------- | ------------- |
| États-Unis (RIAA) | Platine       |